# Starý potok (přítok Trebele)
Starý potok je potok v regionu Abov, v jihovýchodní části okresu Košice-okolí. Je to pravostranný přítok Trebele, měří 3,1 km a je tokem VI. řádu.

## Pramen
Pramení v Slanských vrších, v podcelku Milič, na severoseverovýchodním úpatí Malého Miliče (759 m) v nadmořské výšce přibližně 475 m, východně od obce Slanská Huta.

## Popis toku
Protéká geomorfologickou částí Salašská brázda, zprvu teče na krátkém úseku na severovýchod, pak se stáčí a pokračuje na sever, přičemž zleva přibírá krátký občasný přítok pramenící severovýchodně od obce Slanská Huta. Následně přibírá pravostranný Miličský potok 365 m a přechodně se stáčí na severovýchod. Ostatně již teče znovu na sever a severovýchodně od obce Nový Salaš se v nadmořské výšce cca 281 m vlévá do Trebele.